# Salaf
 (novembre 2021).
Si vous disposez d'ouvrages ou d'articles de référence ou si vous connaissez des sites web de qualité traitant du thème abordé ici, merci de compléter l'article en donnant les références utiles à sa vérifiabilité et en les liant à la section « Notes et références ».

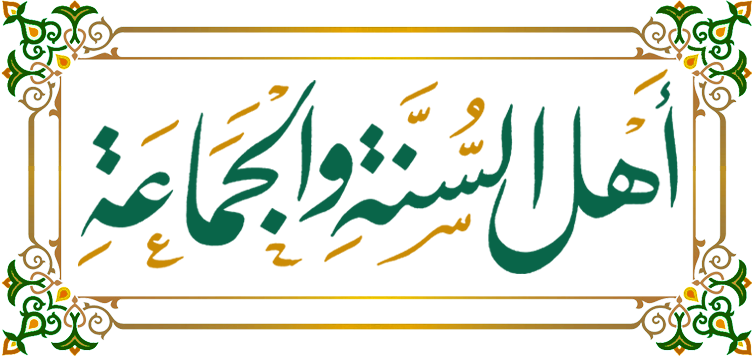
Typographie de la phrase Ahl As-sunnah Wa l-jamāʻah

Salaf (arabe : سلف) (« ancêtres » ou « prédécesseurs ») ou encore al-Salaf al-Ṣāliḥ (arabe : السلف الصالح) (« pieux prédécesseurs ») est un terme par lequel les musulmans désignent les trois premières générations de l'islam.
Les « salaf » sont constitués par le prophète de l'islam Mahomet , ses compagnons (les Sahaba (صحابة)), et les deux générations qui les suivent : les Tābi‘ūn (التابعون / « les suivants » et les Tābi‘ at-Tābi‘īn (تابع التابعين / « les suivants des suivants »).
Les musulmans sunnites accordent généralement à ces trois générations une grande autorité morale. Leur islam est perçu comme particulièrement pur. Cette croyance s'appuie sur un propos prêté à Mahomet (hadith), selon lequel : « les meilleurs des gens sont ma génération, puis ceux qui les suivent , puis ceux qui les suivent...».
Le salafisme est un courant fondamentaliste musulman qui prétend suivre la pratique de l'islam selon les principes qui ont été ceux de ces générations fondatrices.
Le salafisme est souvent associé au wahhabisme cependant le wahhabisme est certe une mouvance réformiste issue du courant salafiste, mais l'assimiler systématiquement au salafisme dans son ensemble constitue un raccourci idéologique, car ce courant fait avant tout référence à la pensée de Mohamed ben Abdoulwahhab, et ce terme renvoie à des réalités différentes selon celui qui l’emploie, car sa signification varie en fonction des contextes historiques, idéologiques ou géopolitiques dans lesquels il est utilisé.